# مزیکین (کمیک)
مَزیکین (به انگلیسی: Mazikeen) یک شخصیت خیالی و یکی از لی‌لین، فرزندان لیلیت، در کتاب‌های کامیک آمریکایی منتشر شده توسط دی‌سی کامیکس است. این شخصیت توسط نویسنده نیل گیمن و طراح کلی جونز خلق شده‌است؛ که برای اولین بار در شمارهٔ ۲۲ از دومین نسخه مجموعه کمیک سندمن (دسامبر ۱۹۹۰) حضور پیدا کرد. نام او مَزیکین، برگرفته از نام نوعی شیطان در اساطیر یهودیت است؛ در افسانه‌ها مَزیکین شیاطینی نامرئی هستند که می‌توانند آزردگی‌هایی جزئی یا خطرات بزرگی ایجاد کنند.
در مجموعه کمیک‌های لوسیفر، مزیکین شریک، دستیار و معشوقهٔ لوسیفر مورنینگ‌استار، و همچنین رهبر جنگ لی‌لین‌ها، نژادی از تبار لیلیت است. مزیکین جنگجویی شجاع‌دل و رهبری قابل احترام به‌شمار می‌رود و یکی از شخصیت‌های برجسته در کمیک‌های لوسیفر است. او معمولاً به شکل زنی زیبا و معمولی با موهای بلند سیاه تصویر می‌شود، اگرچه به عنوان یک لی‌لین، او نیز توانایی دگرپیکری به هر شکل و شمایلی را دارد. پس از اینکه لوسیفر جهنم را به منظور بازگشت به رؤیای بی‌پایان (دیریم آو د اندلس) ترک نمود، مَزیکین به عنوان یکی از آخرین شیاطین حاضر به ترک لوسیفر نشد. سپس هر دو در لس آنجلس مستقر شدند و در آنجا یک بار پیانو به نام «لاکس» راه‌اندازی کردند که او در درجه اول نقش یک سر پیشخدمت را ایفا کرد. او مجبور بود نصف چهره خود را در پشت یک ماسک سفید رنگ مخفی کند.
لزلی-ان برنت به ایفای نقش این شخصیت در مجموعه تلویزیونی آمریکایی لوسیفر (۲۰۱۶–۲۰۲۱)، و کسی کلر در مجموعه تلویزیونی درام فانتزی نتفلیکس تحت عنوان سندمن (۲۰۲۲) پرداخته‌است.